# Kia Retona
Le Kia Retona est un 4x4 3 portes basé sur la jeep militaire Kia KM131/KM420. Le nom est un mot-valise de REturn TO NAture. Développé par Asia Motors, le véhicule a initialement été vendu sous l'appellation "Asia Retona".

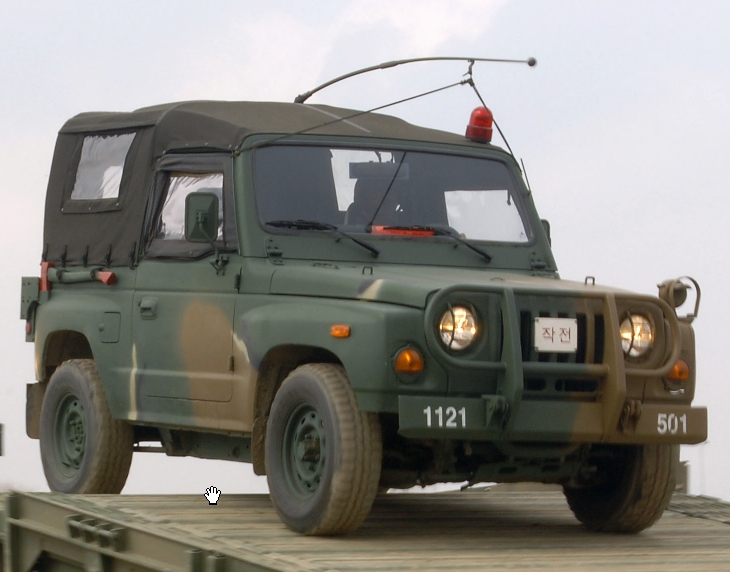
KM131 Jeep

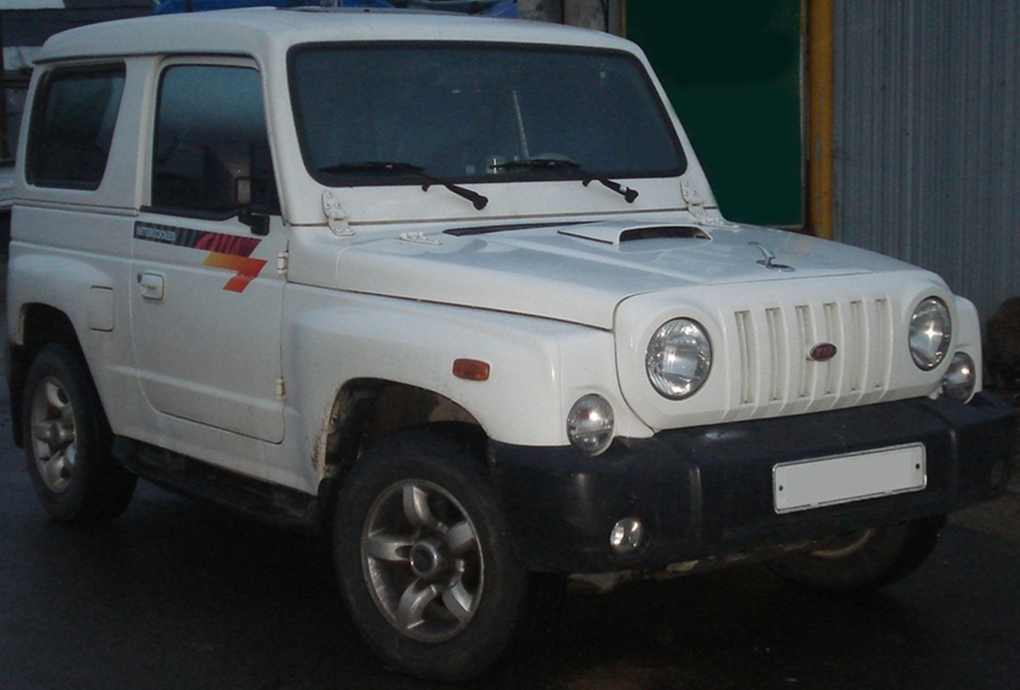
Kia Retona